# 松尼格山

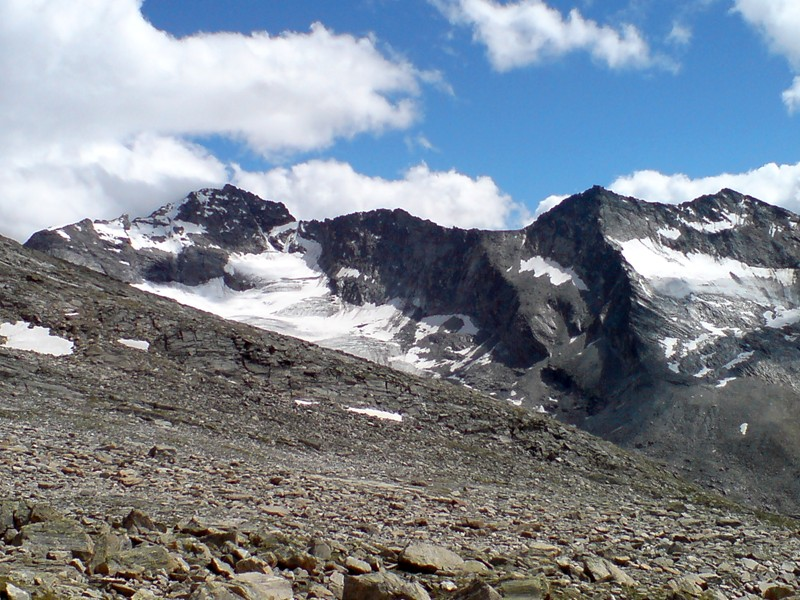

46°4′27.3″N 8°1′20.3″E / 46.074250°N 8.022306°E
松尼格山（義大利語：Pizzo Bottarello），是中歐的山峰，位於意大利和瑞士接壤的邊境，屬於本寧阿爾卑斯山脈的一部分，海拔高度3,487米，每年平均降雨量2,221毫米。